# Grega Sorčan
Grega Sorčan (* 5. März 1996 in Kranj) ist ein slowenischer Fußballtorhüter.

## Karriere
Sorčan begann seine Karriere bei NK Triglav Kranj und gab sein Ligadebüt am 3. August 2013 gegen NK Rudar Velenje, das Spiel verlor Triglav Kanj mit 0:3. 2013 wechselte er zum italienischen Erstligisten Chievo Verona, dort wurde er jedoch ausschließlich im Nachwuchs eingesetzt, ehe er im Jahre 2015 wieder in sein Heimatland zurückkehrte, wo er sich dem ND Gorica anschloss. Dort blieb er bis 2019, als er zu NK Domžale wechselte. Im Februar 2021 wurde er bis Saisonende an seinen ehemaligen Verein ND Gorica ausgeliehen. Im Januar 2022 nahm Apollon Smyrnis den Slowenen unter Vertrag.